# Santiago Carillo
Santiago José Carrillo Solares (n. 18 ianuarie 1915, Gijón, Asturias – d. 18 septembrie 2012, Madrid) a fost un om politic spaniol care a fost liderul Partidului Comunist Spaniol între 1960 și 1982.

## Copilăria și tinerețea
S-a născut la Gijón, în principatul Asturias, ca fiu al liderului socialist Wenceslao Carrillo și al soției sale María Rosalía Solares. Când avea 6 ani, familia s-a mutat la Madrid. După terminarea școlii, la vârsta de 13 ani, s-a angajat la ziarul El Socialista, oficiosul Partidului Socialist Muncitoresc Spaniol (PSOE). Tot atunci s-a alăturat Uniunea Generală de Muncitori și Tineretului Socialist Spaniol⁠(d).

## A Doua Republică și Războiul Civil
În 1932 a devenit membru al Comitetului Executiv al Tineretului Socialist și redactor la Renovación, ziarul Tineretului Socialist. Carrillo era unul din membrii facțiunii de stânga al organizației. În 1933, odată cu radicalizarea Tineretului Socialist, Santiago Carrillo a fost ales secretar general. Între octombrie 1934 și februarie 1936 a stat la închisoare datorită participării sale la lovitura de stat de stânga (care a eșuat) din 1934 (Carrillo a fost membru al Comitetului Național Revoluționar).
După eliberarea din închisoare, în martie 1936, Carrillo și alți membri ai comitetului executiv al Tineretului Socialist s-au dus la Moscova pentru a se întâlni cu conducătorii Tinerei Internaționale Comuniste cu scopul de a pregăti unirea celor două uniuni. Rezultatul a fost crearea Tineretului Socialist Unit  (Juventudes Socialistas Unificadas în limba spaniolă).
După izbucnirea Războiului Civil Spaniol, s-a hotărât să intre în Partidul Comunist. Aderarea oficială a avut loc în aceeași zi de noiembrie în care guvernul a părăsit Madridul. În timpul războiului, Carillo a avut o atitudine profund prosovietică. La 7 noiembrie 1936 Carrillo a fost ales consilier pentru ordinea publică a Consiliului de Apărare a Madridului, consiliu care avea puterea supremă în Madridul ocupat, după ce guvernul părăsise capitala.
În timpul mandatului lui Carillo, mai multe mii de persoane închise, atât civili cât și militari, inclusiv femei și copii, au fost ucise de către grupuri comuniste în masacrul de la Paracuellos⁠(d), la Paracuellos del Jarama⁠(d) și Torrejón de Ardoz (cel mai mare masacru care a fost comis în sectorul republican în timpul Războiului Civil Spaniol), morții fiind apoi îngropați în gropi comune. În memoriile sale, Carrillo a negat mereu că ar fi avut cunoștință de sau că ar fi fost implicat în masacre, dar surse de încredere arată că a fost totuși implicat în masacrele comise de către unele elemente comuniste. Unii istorici de dreapta, precum Cesar Vidal⁠(d) sau Pío Moa⁠(d), susțin că Carillo ar fi fost implicat . Într-un interviu cu istoricul Ian Gibson⁠(d), Carrillo a explicat din nou versiunea sa a evenimentelor referitoare la masacre.
În martie 1939 Madridul s-a predat după un puci intern împotriva administrației lui Juan Negrín și a susținătorului ei fidel, Partidul Comunist, care dorea să continue rezistența până la previzibila izbucnire a celui de-al Doilea Război Mondial. Tatăl lui Carrillo, Wenceslao, membru al Partidului Socialist Muncitoresc Spaniol (PSOE), a fost unul dintre cei care au condus puciul, fiind unul dintre membrii juntei lui Casado. Cu câteva luni înainte, mama lui Carillo murise. Carrillo a scris atunci o scrisoare deschisă tatălui său, în care a descris puciul ca fiind un act contrarevoluționar și o trădare, reproșându-i că ar fi anticomunist și rupând legătura cu el. În memoriile sale, Carrillo scrie că scrisoarea a fost scrisă pe data de 7 martie. Dar istoricul și jurnalistul Carlos Fernández a publicat scrisoarea în 1983, așa cum fusese publicată în Correspondance International: era datată „15 mai”.
După căderea guvernului republican, Carillo a fugit la Paris unde a încercat să reorganizeze partidul. Carrillo a petrecut 38 de ani în exil, majoritatea timpului în Franța, dar și în URSS și în alte țări.

## Exilul
În 1944 Carrillo a condus retragerea gherilei comuniste din Valea Aran.
Potrivit lui Ricardo de la Cierva, în 1945 Carrillo ar fi dat ordin ca membrul partidului comunist Gabriel León Trilla să fie executat și că ar fi ajutat forțele franchiste să-l aresteze pe Jesús Monzón. Potrivit lui Enrique Líster și lui la Cierva, Carrillo ar fi ordonat  în 1949 și execuția tovarășului său comunist Joan Comorera, care s-a salvat datorită precauției sale. În 2005 Carrillo a spus"yo he tenido que eliminar a alguna persona" („A trebuit să elimin pe cineva”) 
În august 1948 Carrillo l-a întâlnit pe liderul sovietic Josif Stalin.
Carrillo a devenit secretarul general al Partidului Comunist Spaniol în 1960, înlocuind-o pe Dolores Ibárruri (La Pasionaria), care a devenit președinte a partidului. În 1968, când trupele Pactului de la Varșovia au invadat Cehoslovacia pentru a suprima Primăvara de la Praga, Carrillo a început să se distanțeze de Moscova.

## Tranziția spaniolă și eurocomunismul
Carrillo s-a întors clandestin în Spania în 1976 după moartea dictatorului fascist Francisco Franco. Arestat de poliție, a fost lăsat liber după câteva zile. Împreună cu tovarășii săi Georges Marchais, liderul Partidului Comunist din Franța și Enrico Berlinguer, liderul Partidului Comunist din Italia, Carillo a lansat ideea așa-numitului eurocomunism într-o ședință ținută la Madrid la data de 2 martie 1977.
Cu ocazia primelor alegeri democratice din Spania din 1977, și la puțin timp după legalizarea Partidului Comunist Spaniol în aprilie 1977 de către guvernul lui Adolfo Suárez, Carrillo a fost ales în Congresul Deputaților din Spania (Congreso de los Diputados în limba spaniolă), Camera Reprezentanților a Parlamentului Spaniol, (Cortes Generales în limba spaniolă), ca deputat din partea  districtului Madrid. Carrillo a fost reales în 1979 și 1982, dar a fost nevoit să-și dea demisia din postul de lider al partidului la data de 6 noiembrie 1982, ca urmare a slabelor rezultate de la urne. Încercarea de lovitură de stat din 23 februarie 1981 a influențat negativ Partidul Comunist al lui Carillo, societatea spaniolă nefiind încă total refăcută după trauma Războiului Civil, a represiunii și a dictaturii ce au urmat. Frica unei noi rebeliuni militare a ajutat partidul de stânga cel mai moderat la următoarele alegeri. Dar politica de reconciliere a lui Carillo a jucat un rol important în tranziția pașnică spre democrație. Curajul său personal din timpul încercării de lovitură de stat este și ea remarcabilă: a fost împreună cu prim-ministrul Suarez și ministrul apărării Manuel Gutiérrez Mellado, unul din cei trei deputați care au refuzat să urmeze ordinul rebelilor de a se culca cu fața la pământ, ei preferând să șadă și să fumeze (cum se poate vedea în înregistrările TV). Noul secretar general, cu mult mai tânărul Gerardo Iglesias, membru al așa-zisei aripi „renovatoare”, nu s-a înțeles cu el de la bun început.

## După excluderea din Partidul Comunist
La data de 15 aprilie 1985 Carrillo și susținătorii săi au fost excluși din partid, iar în 1986 au format un nou partid, numit Partidul Muncitoresc Spaniol-Unitatea Comunistă (acronimul în limba spaniolă fiind PTE-UC). Nefiind în stare să atragă prea mulți alegători, partidul s-a autodizolvat la data de 27 octombrie 1991. Ulterior, mulți membrii PTE-UC s-au alăturat partidului socialist (PSOE), dar Carillo a refuzat să devină membru.

## Pensionarea

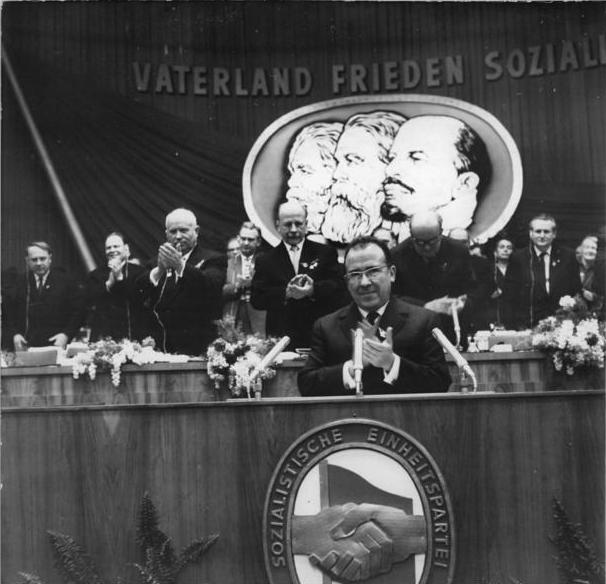
Santiago Carrillo vorbind la al VI-lea Congres al Partidului Unității Socialiste din RDG în 1963.

La data de 20 octombrie 2005 lui Carrillo i-a fost acordat titlul doctor honoris causa din partea Universității Autonome din Madrid. Acest lucru a fost aspru criticat de către comentatorii de dreapta. Dar la acea dată Carrillo nu mai era comunist, el „mutându-se spre dreapta, trecând prin eurocomunism la democrația socială”
La data decesului în locuința sa din Madrid la vârsta de 97 de ani, Carrillo se retrăsese din viața publică.

## Scrieri (selecție)
- "¿Adónde va el Partido Socialista? (Prieto contra los socialistas del interior)" (1959)
- "Después de Franco, ¿qué?" (1965)
- "Problems of Socialism Today" (1970)
- "Eurocomunismo y Estado" Editorial Critica (1977) ISBN 84-7423-015-2 ; ediția în limba engleză: Eurocommunism and the State, Lawrence and Wishart, 1977, ISBN 0-85315-408-2
- "El año de la Constitución" (1978)
- "Memoria de la transición: la vida política española y el PCE" (1983)
- "Problemas de la transición: las condiciones de la revolución socialista" (1985)
- "El año de la peluca" (1987)
- "Problemas del Partido: el centralismo democrático" (1988)
- "Memorias" (1993)
- "La gran transición: ¿cómo reconstruir la izquierda?" (1995)
- "Un joven del 36" (1996)
- "Juez y parte: 15 retratos españoles" (1998)
- "La Segunda República: recuerdos y reflexiones" (1999)
- "¿Ha muerto el comunismo?: ayer y hoy de un movimiento clave para entender la convulsa historia del siglo XX" (2000)
- "La memoria en retazos: recuerdos de nuestra historia más reciente" (2004)